# Нідерштауфенбах
Нідерштауфенбах (нім. Niederstaufenbach) — громада в Німеччині, розташована в землі Рейнланд-Пфальц. Входить до складу району Кузель. Складова частина об'єднання громад Альтенглан.
Площа — 2,01 км2. Населення становить 271 ос. (станом на 31 грудня 2020).